# Je vais au-devant de l'orage
Pour plus de détails, voir Fiche technique et Distribution.
Je vais au-devant de l'orage (en russe : Иду на грозу, Idu na grozu) est un film soviétique en noir et blanc de 1965, réalisé par Sergueï Mikaelian d'après le roman éponyme de Daniil Granine qui signe également le scénario. Le film est produit par les studios Lenfilm.

## Synopsis
L'action commence en 1952 sur les bancs de l'université de Leningrad. Oleg Touline et Sergueï Krylov sont étudiants en physique, passionnés par les orages. Ils rêvent d'apporter à l'homme la maîtrise scientifique du climat. Alors que l'atmosphère scientifique de l'époque est au débat autour de la cybernétique, déclarée officiellement comme une fausse-science bourgeoise, Sergueï affirme insolemment à son professeur devant tout l'amphithéâtre qu'il ne s'agit-là que d'un peu d'électronique mâtinée de maths. Cette opinion lui vaut une exclusion de l'université et la perte de sa bourse d'études. Touline lui arrange un rendez-vous chez les directeurs et demande instamment à Sergueï de faire profil bas. Ce dernier ne peut cependant s'empêcher de défendre une vérité scientifique : il doit abandonner la fac. Une discussion entre les deux amis pose le problème du film : un scientifique doit-il faire des compromis, "étouffer sa propre chanson" pour pouvoir poursuivre sa recherche ?
Sergueï travaille à l'usine où il fait preuve de beaucoup d'originalité et d'inventivité et achève ses études aux cours du soir, toujours passionné par le même problème. Il prépare un exposé sur la décharge des gaz qu'il présente devant le grand spécialiste de la théorie générale des champs électriques, le professeur Dankevitch. Après un débat houleux, ce dernier lui démontre que ses résultats sont erronés, et Sergueï, après une remise en question de ses capacités, prend la décision de tout faire pour aller étudier chez lui. Le professeur Dankevitch refuse de prendre Sergueï dans son équipe. Ce-dernier se fait alors employer comme porte-charge dans son bâtiment de recherche. S'inclinant devant son obstination, Dankevitch le prend comme laborantin dans l'équipe du professeur Anikeïev. Anikeïev inculque à l'étudiant, bouillant défenseur de la théorie, les bases de la pratique : ne pas se fatiguer pour rien, taper un peu sur les machines, et surtout ne pas trop lire ! Après avoir traité son élève d'idiot doté d'initiative, il le recommande cependant à Dankevitch qui le prend dans son équipe. Dankevitch l'accueille dans son laboratoire avec un ironique "j'espère obtenir les résultats dans notre siècle..."
Au sortir du laboratoire, Sergueï croise une demoiselle à mobylette qui le ramène chez lui. Il prend en note sa plaque d'immatriculation, et essaye après un dîner arrosé avec Touline d'obtenir son adresse au poste de police en prétextant qu'elle l'a renversé. La demoiselle convoquée au poste de police dénonce l'imposture mais accepte le flirt de Sergueï. Sergueï fait la cour à Léna en lui parlant de physique, et la demande en mariage afin de l'avoir toujours auprès de lui. Elle rit et lui claque la porte au nez, avant de chercher à se raccommoder.
Face à l'absence de résultats immédiats dans l'équipe, les collègues de Sergueï sont un peu irrités. Dankevitch ordonne un balade au grand air pour tout le monde au cours de laquelle il entend annoncer à la radio que le professeur Denisov a fait une grande découverte sur les orages et a découvert un moyen de les prévenir. Face à ce qu'il considère comme du charlatanisme, Dankevitch est pris du désir d'approfondir ce sujet dans sa recherche et rétablir la vérité scientifique. Il soutient que prétendre agir sur un orage en négligeant les forces électriques est une erreur. Attirée par les applications pratiques immédiates dans le domaine de l'agriculture de la découverte de Denisov, la communauté scientifique s'oppose à Dankevitch qui maintient néanmoins que la recherche scientifique ne peut vivre uniquement du présent, sans projeter des travaux nécessitant des dizaines d'années. Mais Dankevitch ne sort pas vainqueur du débat : il perd ses financements et l'estime de la communauté scientifique. Touline conseille alors à Sergueï de quitter son équipe pour ne pas perdre ses jeunes années et sauver sa recherche. Sergueï répond que c'est un problème de conscience, Touline dit que l'histoire justifiera... 
Sergueï qui écrit sa thèse continue à travailler chez Dankevitch. Celui-ci est malade et reste très exigeant. Sergueï s'impatiente, perd foi en son directeur de thèse et accepte de partir dans une expédition autour du monde pour récolter des données pour sa thèse : c'est une forme de reniement. En France, il entend parler de Dankevitch en termes élogieux, la honte le prend. A son retour à Léningrad, il découvre que Lena s'est mariée. Il s'enferme chez lui pendant cinq jours au bout desquels Touline vient lui apprendre qu'il a manqué l'enterrement de Dankevitch. Des bruits courent sur Sergueï : on lui reproche sa défection car Dankevitch mort connait un retour en grâce, son laboratoire lui réserve un accueil plutôt froid. Le laboratoire décide d'exploiter l'image de Dankevitch et Sergueï se voit chargé de conduire les scientifiques étrangers autour de Leningrad sur les traces du grand chercheur. Il sombre peu à peu dans l'administratif et la mélancolie. Le jour où il apprend que Dankevitch l'avait recommandé à Galitsine, il plaque tout, et part pour Moscou, changeant de sujet de thèse. Il travaillera désormais sur l'électricité dans l'atmosphère.
Oleg Touline travaille lui aussi sur les orages, il veut réaliser une expérience, nécessitant de diriger un avion vers le centre d'un orage. Il s'oppose pour faire passer son projet au général chargé de la sécurité. Avouant son incompétence scientifique ce dernier demande le conseil d'une commission scientifique. Il s'avère que Galitsine à la tête de cette commission s'oppose au projet de Touline par peur des conséquences d'un échec. Sûr de défendre la vérité, Sergueï Krylov quitte l'équipe de Galitsine, et échoue dans celle de Touline. Malgré l'avis de la commission, le général cède devant l'opiniâtreté de Touline et autorise la conduite des expériences.
Richard, un jeune étudiant en thèse chez Galitsine suit aussi le projet de Touline qu'il admire immensément, changeant de sujet de thèse. Touline séduit sa fiancée, et l'emmène avec lui lors d'un voyage en ville, laissant Sergueï diriger le vol expérimental. Un membre de l'équipe éteint le détecteur d'orage, invention de Touline. Richard tout à ses pensées jalouses ne s'en aperçoit pas. L'avion rentre dans un orage, le pilote perd le contrôle, il ordonne de quitter l'appareil. Au moment de quitter l'avion Richard découvre que l'alimentation du détecteur d'orage était coupée. Le fautif engage une lutte avec lui, à l'issue de laquelle Richard reçoit un coup qui lui fait perdre connaissance. Il meurt dans le crash de l'avion. 
Une commission d'enquête est convoquée après l'accident. Face à la commission, Sergueï défend le projet, alors que Touline renonce à ses expérimentations. Sergueï reprend le projet abandonné par Touline : il veut démonter que l'alimentation du détecteur d'orage était coupée et que les hypothèses de Touline étaient justes. Il étudie les notes de Dankevitch, un schéma de Richard, et montre à Galitsine par un calcul qu'il a raison. Il réalise un exposé brillant à l'université, retrouve Léna. Après ce succès, Touline le prend à part, lui expliquant que malgré sa preuve théorique, le comité scientifique de l'université s'opposera à la poursuite des expériences. Contre toute attente, le comité scientifique accorde sa confiance à Sergueï, qui va poursuivre sa recherche. 

## Fiche technique
- Titre original : Иду на грозу, Idu na grozu
- Réalisation : Sergueï Mikaelian
- Scénario : Daniil Granine et Sergueï Mikaelian
- Photographie : Oleg Koukhovarenko (ru)
- Direction artistique : Mikhaïl Bourmistrov (ru)
- Musique :  Vladlen Tchistiakov (ru)
- Son :  Arnold Chargorodski (ru)
- Costumes : Elena Amchinskaïa (ru)
- Montage :  Gulsum Subayeva (ru)
- Pays d'origine :  Union soviétique
- Format : noir et blanc — mono — 35 mm
- Genre : mélodrame
- Durée : 140 minutes
- Date de sortie : 1965

## Distribution
- Alexandre Beliavski : Sergueï Krylov
- Vassili Lanovoï : Oleg Touline
- Rostislav Pliatt : Dankevitch
- Mikhaïl Astangov : Golitsyne
- Janna Prokhorenko : Lena, amie de Krylov
- Anatoli Papanov : Anikeïev, chef de laboratoire
- Evgueni Lebedev : Agatov
- Viktoria Lepko (ru) : Génia
- Lev Prygounov (ru) : Richard
- Leonid Diatchkov (ru) : Poltavski
- Iossif Konopatski (ru) : Savouchkine
- Sergueï Plotnikov (ru) : Youjine
- Pavel Louspekaïev : Denissov, ministre
- Fiodor Kortchaguine : Lagounov